# Lijst van nummer 1-hits in Italië in 2005
Deze hits stonden in 2005 op nummer 1 in de FIMI Single Top 20, de bekendste hitlijst in Italië.
| Datum        | Artiest         | Titel                        |
| ------------ | --------------- | ---------------------------- |
| 6 januari    | Band Aid 20     | Do they know it's Christmas? |
| 13 januari   | Band Aid 20     | Do they know it's Christmas? |
| 20 januari   | Sugarfree       | Cleptomania                  |
| 27 januari   | Sugarfree       | Cleptomania                  |
| 3 februari   | Sugarfree       | Cleptomania                  |
| 10 februari  | Sugarfree       | Cleptomania                  |
| 17 februari  | Jennifer Lopez  | Get right                    |
| 24 februari  | Jennifer Lopez  | Get right                    |
| 3 maart      | Sugarfree       | Cleptomania                  |
| 10 maart     | Francesco Renga | Angelo                       |
| 17 maart     | Povia           | I bambini fanno "oh"         |
| 24 maart     | Povia           | I bambini fanno "oh"         |
| 31 maart     | Povia           | I bambini fanno "oh"         |
| 7 april      | Povia           | I bambini fanno "oh"         |
| 14 april     | Povia           | I bambini fanno "oh"         |
| 21 april     | Povia           | I bambini fanno "oh"         |
| 28 april     | Povia           | I bambini fanno "oh"         |
| 5 mei        | Povia           | I bambini fanno "oh"         |
| 12 mei       | Povia           | I bambini fanno "oh"         |
| 19 mei       | Povia           | I bambini fanno "oh"         |
| 26 mei       | Povia           | I bambini fanno "oh"         |
| 2 juni       | Povia           | I bambini fanno "oh"         |
| 9 juni       | Povia           | I bambini fanno "oh"         |
| 16 juni      | Povia           | I bambini fanno "oh"         |
| 23 juni      | Povia           | I bambini fanno "oh"         |
| 30 juni      | Povia           | I bambini fanno "oh"         |
| 7 juli       | Povia           | I bambini fanno "oh"         |
| 14 juli      | Povia           | I bambini fanno "oh"         |
| 21 juli      | Povia           | I bambini fanno "oh"         |
| 28 juli      | Lee Ryan        | Army of lovers               |
| 4 augustus   | Lee Ryan        | Army of lovers               |
| 11 augustus  | Lee Ryan        | Army of lovers               |
| 18 augustus  | Lee Ryan        | Army of lovers               |
| 25 augustus  | Povia           | I bambini fanno "oh"         |
| 1 september  | Oasis           | The importance of being idle |
| 8 september  | Juanes          | La camisa negra              |
| 15 september | Juanes          | La camisa negra              |
| 22 september | Eros Ramazzotti | La nostra vita               |
| 29 september | Eros Ramazzotti | La nostra vita               |
| 6 oktober    | Depeche Mode    | Precious                     |
| 13 oktober   | Eros Ramazzotti | La nostra vita               |
| 20 oktober   | Robbie Williams | Tripping                     |
| 27 oktober   | Mattafix        | Big city life                |
| 3 november   | Mattafix        | Big city life                |
| 10 november  | Madonna         | Hung up                      |
| 17 november  | Madonna         | Hung up                      |
| 24 november  | Madonna         | Hung up                      |
| 1 december   | Madonna         | Hung up                      |
| 8 december   | Madonna         | Hung up                      |
| 15 december  | Madonna         | Hung up                      |
| 21 december  | Madonna         | Hung up                      |
| 28 december  | Madonna         | Hung up                      |